# Piłak
Piłak (deutsch Pillackermühle) ist ein kleiner Ort in der polnischen Woiwodschaft Ermland-Masuren und gehört zur Landgemeinde Sorkwity (deutsch Sorquitten) im Powiat Mrągowski (Kreis Sensburg).

## Geographische Lage
Piłak liegt am südwestlichen Zipfel des Pillacker Sees (polnisch Jezioro Piłakno) inmitten der Woiwodschaft Ermland-Masuren, 14 Kilometer südwestlich der Kreisstadt Mrągowo (deutsch Sensburg).

## Geschichte
Der vor 1871 Mühle Pillacken und vor 1898 Pillonker Mühle genannte Ort bestand aus einem kleinen Gehöft und war bis 1945 ein Wohnplatz innerhalb der Gemeinde Koslau (polnisch Kozłowo) im Kreis Sensburg in der preußischen Provinz Ostpreußen.
Mit dem gesamten südlichen Ostpreußen wurde Pillackermühle 1945 in Kriegsfolge an Polen überstellt und erhielt die polnische Namensform „Piłak“. Heute ist der Ort nach Rybno (Ribben) einbezogen (= „cęść wsi“), zu dessen Schulzenamt (polnisch Sołectwo) er auch gehört. Beide sind Teil der Landgemeinde Sorkwity (Sorquitten) im Powiat Mrągowski (Kreis Sensburg), bis 1998 der Woiwodschaft Olsztyn, seither der Woiwodschaft Ermland-Masuren zugehörig.

## Kirche
Bis 1945 war Pillackermühle in die evangelische Kirche Ribben in der Kirchenprovinz Ostpreußen der Kirche der Altpreußischen Union sowie in die katholische Kirche Kobulten im damaligen Bistum Ermland eingepfarrt. Heute gehört Piłak kirchlicherseits ganz nach Rybno: zur dortigen evangelischen Kirchengemeinde, einer Filialgemeinde der Pfarrei Sorkwity in der Diözese Masuren der Evangelisch-Augsburgischen Kirche in Polen, und außerdem zur katholischen Pfarrei Rybno im jetzigen Erzbistum Ermland.

## Verkehr
Piłak liegt wenige Kilometer südlich der Woiwodschaftsstraße 600 und ist über einen Abzweig unweit von Karczewiec (Neusorge) auf einem Landweg zu erreichen. Eine Anbindung an den Bahnverkehr besteht nicht.